# Panggungrejo (Tulungagung)
Panggungrejo is een bestuurslaag in het regentschap Tulungagung van de provincie Oost-Java, Indonesië. Panggungrejo telt 2856 inwoners (volkstelling 2010).